# Isidro Menéndez
Isidro Menéndez (Metapán, Intendencia de San Salvador, 15 de mayo de 1795-Ahuachapán, El Salvador, 4 de diciembre de 1858) fue un jurista y eclesiástico salvadoreño, responsable de la primera codificación de leyes salvadoreñas.

## Biografía
Nació en el 15 de mayo de 1795 en el pueblo de San Pedro Metapán, en el seno de una familia de ascendencia española, siendo sus padres el señor don Francisco Xavier Menéndez y doña Teodora Posada. En el año 1797, su madre doña Teodora Posada viuda de Menéndez lo llevó a la ciudad de Guatemala.

### Estudios y ordenación
Junto a su hermano Marcelino Menéndez, sería de los pocos privilegiados que pudieron obtener una educación por no haber sido tan generalmente difundida la instrucción pública en esa época. Comenzó a cursar la clase de latinidad en el Colegio Seminario. Concurrió después a las clases de filosofía y derecho en la Universidad de San Carlos de Guatemala. Se graduó en 1818 como licenciado en Derecho Civil y se incorporó como abogado de la Real Audiencia.
Fue ordenado como sacerdote católico por el arzobispo de Guatemala, Ramón Casaus y Torres en 1819. Sería coadjutor del canónigo Castilla, marchando luego a San Salvador a celebrar su primera misa; en San Salvador permaneció acompañado a la esposa de su cuñado Mariano Gómez. En una ocasión, Menéndez y el canónigo Castilla dispusieron reformar la vestidura talar y salieron con levitones según la costumbre en otros países en ese tiempo; tal hecho hirió la costumbre en el arzobispado y por tanto fueron denunciados al prelado quien los castigó con confinación, Castilla fue mandado a un pueblo de la Verapaz y el doctor Menéndez a San Pedro Puxtla. Durante su permanencia en este pueblo, por distracción se dedicó al estudio del derecho canónico.
Regresó a Guatemala para continuar sus estudios en la profesión de abogado, haciendo su pasantía con el Auditor de Guerra de Guatemala, doctor don Joaquín Ibáñez, de quién obtuvo mucho estimo por su talento y aplicación. También logró ganar la estimación de los Oidores de la Real Audiencia de Guatemala, especialmente don Miguel Moreno. Obtuvo su doctorado en derecho canónico a los 25 años.

### Post-independencia
Representó al Distrito de Sonsonate el año 1821 en la Asamblea de la Independencia.
Codificó las Leyes de El Salvador.   
Redactó el Código de Procedimientos de El Salvador.   
Fue ministro de Relaciones Exteriores de El Salvador.   
En 1823 fue elegido diputado a la Asamblea Nacional Constituyente de las Provincias Unidas del Centro de América en representación del distrito de Sonsonate. Será un subscriptor del acta que selló la independencia de Centroamérica de forma estable y absoluta. Pasó de la cámara de diputados al senado aun sin haber cumplido 30 años de edad. Fue uno de los encargados de la redacción de la Constitución Federal de Centroamérica aprobada el 22 de noviembre de 1824. Los posteriores disturbios políticos le obligaron a retirarse a su parroquia en Ahuachapán pero posteriormente figuró en los cuerpos representativos de la Federación de Centro América.
En 1825 apoyó la decisión del gobierno del Estado de El Salvador en crear el obispado de San Salvador y nombrar como obispo al Dr. José Matías Delgado. 
En 1831 fue Ministro plenipotenciario cerca del Rey de los Países Bajos Guillermo I. En 1832 fue Ministro General del gobierno de El Salvador. 

### Primer exilio
No aguantando la tiranía fomentada por el general Francisco Malespín fue desterrado en 1840 y tuvo que viajar exiliado a Costa Rica, junto con el general Francisco Morazán de quién era partidario convencido. En este país se reunió con otros emigrados de El Salvador. A los cuatro o seis días de haber llegado al país fue encomendado por el gobierno costarricense la redacción del Código Civil y de Procedimientos. Regresó a El Salvador en 1842 donde al regresar fue nombrado individuo de la Convención Nacional.

### Segundo exilio y regreso
En 1843, fue obligado a emigrar. Se dirigía a la Ciudad de México, pero el prelado de Puebla lo detuvo y lo nombró provisor y vicario general de Chalchicomula. Volvió a El Salvador en el mayo de 1845. 
Fue uno de los más entusiastas impulsores de la recién fundada Universidad de El Salvador, de la que fue Rector (1845) y catedrático de jurisprudencia y derecho canónico. 
El 1 de enero de 1854, en la reunión del Claustro pleno para proceder a la renovación de oficios de la Universidad, resultó electo rector, siendo electo vicerrector el señor magistrado Victoriano Rodríguez y como secretario Cruz Ulloa. Este mismo año de 1854, después de haber sido cura de Santa Ana, ocupó de nuevo el curato de Ahuachapán donde se dedicó a la enseñanza de la jurisprudencia, estableciendo en esta ciudad un Colegio de Abogados.
En 1855 publicó la importantísima obra, la Recopilación de Leyes Patrias, una compilación sistemática de todas las leyes vigentes en el país desde el período español, federal y republicano. 
El 24 de febrero de 1858 fue nombrado ministro de Gobernación, Instrucción Pública y Negocios Eclesiásticos por el presidente Miguel Santín del Castillo, pero por problemas de salud renunció en julio de ese mismo año.
Falleció el 4 de diciembre de 1858, luego de contraer cólera morbus. Fue enterrado en el Cementerio de Ahuachapán. En el 4 de diciembre de 1899, sus restos fueron inhumados y trasladados a la iglesia parroquial de la misma ciudad.